# Tethya pulchra
Tethya pulchra är en svampdjursart som beskrevs av Sarà 1992. Tethya pulchra ingår i släktet Tethya och familjen Tethyidae.
Artens utbredningsområde är havet utanför Papua Nya Guinea. Inga underarter finns listade i Catalogue of Life.